# Isla Gran Chantar
La isla Gran Chantar (o isla Bolshoy Chantar o Bolshoy Shantar) (en ruso: Óstrov Bolshoy Shantar) es una isla costera deshabitada localizada en el Lejano Oriente ruso, frente a las costas siberianas, en aguas de la sección suroeste del mar de Ojotsk. Es la isla principal y mayor del grupo de islas Chantar.
Administrativamente, la isla pertenece al Krai de Jabárovsk de la Federación de Rusia.

## Geografía
La isla Gran Chantar es una isla costera localizada en la boca de la bahía de Tugur, a menos de 30 km del continente. Está rodeada por otras islas del grupo de las islas Chantar, siendo las más próximas la isla de Prokófiev (7 km al este), isla Pequeña Chantar (Maly Shantar, 8 km al sur), isla Kúsova (13 km al este) e isla Flekístova (15 km al oeste).
La isla tiene una superficie de 1.766 km², con 72 kilómetros de longitud y 49 km de ancho. Tiene un gran lago salobre (lago Bol'shoe) en su extremo norte, que está conectado al mar a través de un estrecho paso. Varias especies de eperlanos (Hypomesus japonicus) y (H. olidus) se encuentran en este lago.
La isla está cubierta por bosques de picea.

### Clima
| Parámetros climáticos promedio de Isla Gran Chantar (1991-2020) | Parámetros climáticos promedio de Isla Gran Chantar (1991-2020) | Parámetros climáticos promedio de Isla Gran Chantar (1991-2020) | Parámetros climáticos promedio de Isla Gran Chantar (1991-2020) | Parámetros climáticos promedio de Isla Gran Chantar (1991-2020) | Parámetros climáticos promedio de Isla Gran Chantar (1991-2020) | Parámetros climáticos promedio de Isla Gran Chantar (1991-2020) | Parámetros climáticos promedio de Isla Gran Chantar (1991-2020) | Parámetros climáticos promedio de Isla Gran Chantar (1991-2020) | Parámetros climáticos promedio de Isla Gran Chantar (1991-2020) | Parámetros climáticos promedio de Isla Gran Chantar (1991-2020) | Parámetros climáticos promedio de Isla Gran Chantar (1991-2020) | Parámetros climáticos promedio de Isla Gran Chantar (1991-2020) | Parámetros climáticos promedio de Isla Gran Chantar (1991-2020) |
| Mes                                                             | Ene.                                                            | Feb.                                                            | Mar.                                                            | Abr.                                                            | May.                                                            | Jun.                                                            | Jul.                                                            | Ago.                                                            | Sep.                                                            | Oct.                                                            | Nov.                                                            | Dic.                                                            | Anual                                                           |
| --------------------------------------------------------------- | --------------------------------------------------------------- | --------------------------------------------------------------- | --------------------------------------------------------------- | --------------------------------------------------------------- | --------------------------------------------------------------- | --------------------------------------------------------------- | --------------------------------------------------------------- | --------------------------------------------------------------- | --------------------------------------------------------------- | --------------------------------------------------------------- | --------------------------------------------------------------- | --------------------------------------------------------------- | --------------------------------------------------------------- |
| Temp. máx. abs. (°C)                                            | -0.1                                                            | -0.8                                                            | 10.2                                                            | 15.1                                                            | 27.3                                                            | 28.6                                                            | 31.9                                                            | 28.5                                                            | 25.4                                                            | 18.5                                                            | 8.0                                                             | 1.8                                                             | 31.9                                                            |
| Temp. máx. media (°C)                                           | -14.0                                                           | -12.6                                                           | -5.9                                                            | 1.4                                                             | 7.5                                                             | 13.7                                                            | 17.2                                                            | 18.2                                                            | 14.5                                                            | 5.9                                                             | -5.3                                                            | -12.9                                                           | 2.3                                                             |
| Temp. media (°C)                                                | -19.3                                                           | -19.0                                                           | -12.6                                                           | -3.8                                                            | 2.3                                                             | 7.2                                                             | 11.6                                                            | 12.8                                                            | 9.0                                                             | 1.6                                                             | -8.5                                                            | -17.0                                                           | -3                                                              |
| Temp. mín. media (°C)                                           | -25.3                                                           | -25.8                                                           | -19.8                                                           | -9.1                                                            | -1.5                                                            | 2.4                                                             | 7.1                                                             | 8.0                                                             | 3.4                                                             | -3.0                                                            | -12.6                                                           | -22.1                                                           | -8.2                                                            |
| Temp. mín. abs. (°C)                                            | -43.5                                                           | -42.1                                                           | -38.6                                                           | -30.2                                                           | -15.3                                                           | -6.8                                                            | -3.6                                                            | -3.9                                                            | -8.4                                                            | -21.3                                                           | -34.5                                                           | -41.1                                                           | -43.5                                                           |
| Precipitación total (mm)                                        | 30                                                              | 15                                                              | 25                                                              | 32                                                              | 57                                                              | 47                                                              | 60                                                              | 72                                                              | 68                                                              | 79                                                              | 55                                                              | 36                                                              | 576                                                             |
| Días de precipitaciones (≥ 1 mm)                                | 9.2                                                             | 6.7                                                             | 6.9                                                             | 8.6                                                             | 9.9                                                             | 9.0                                                             | 9.7                                                             | 11.1                                                            | 11.1                                                            | 11.0                                                            | 13.9                                                            | 11.1                                                            | 118.2                                                           |
| Horas de sol                                                    | 108                                                             | 157                                                             | 217                                                             | 205                                                             | 215                                                             | 246                                                             | 213                                                             | 209                                                             | 183                                                             | 143                                                             | 84                                                              | 82                                                              | 2062                                                            |
| Fuente n.º 1: Погода и климат                                   |                                                                 |                                                                 |                                                                 |                                                                 |                                                                 |                                                                 |                                                                 |                                                                 |                                                                 |                                                                 |                                                                 |                                                                 |                                                                 |
| Fuente n.º 2: climatebase.ru                                    |                                                                 |                                                                 |                                                                 |                                                                 |                                                                 |                                                                 |                                                                 |                                                                 |                                                                 |                                                                 |                                                                 |                                                                 |                                                                 |

## Historia
La primera exploración de que se tiene noticias de las islas Chantar fue en abril de 1640, cuando el explorador ruso Iván Moskvitin supuestamente navegó a la desembocadura del río Amur con un grupo de cosacos y llegó a las islas Chantar en el viaje de regreso. Moskvitin informó de sus descubrimientos al Príncipe Shcherbatov, el moscovita voivoda en Tomsk. Basándose en el informe de Moskvitin, se realizó el primer mapa del Lejano Oriente de Rusia en marzo de 1642.
Las islas Chantar fueron exploradas por los inspectores de Rusia entre 1711 y 1725.
Hubo un plan para declarar las islas Chantar como parque nacional en 2010.